# 1. divisjon 2001 (football americano)
La 1. divisjon 2001 è la 16ª edizione del campionato di football americano di primo livello, organizzato dalla NAIF.

## Squadre partecipanti
| Club                 | Città     | Stadio | Sponsor ufficiale | Risultato nella stagione 2000 |
| -------------------- | --------- | ------ | ----------------- | ----------------------------- |
| Eidsvoll 1814's      | Eidsvoll  |        |                   |                               |
| NTNUI Nidaros Domers | Trondheim |        |                   |                               |
| Oslo Vikings         | Oslo      |        |                   |                               |
| Vålerenga Trolls     | Oslo      |        |                   |                               |

## Stagione regolare

### Calendario

#### 1ª giornata
| Trondheim 5 maggio 2001, ore 14:00 | NTNUI Nidaros Domers | ? – ? | Eidsvoll 1814's |  |

| Oslo 5 maggio 2001, ore 15:00 | Oslo Vikings | ? – ? | Vålerenga Trolls | Jordal Idrettspark |

#### 2ª giornata
| Trondheim 12 maggio 2001 | NTNUI Nidaros Domers | ? – ? | Oslo Vikings |  |

| Oslo 12 maggio 2001, ore 15:00 | Vålerenga Trolls | ? – ? | Eidsvoll 1814's | Jordal Idrettspark |

#### 3ª giornata
| Trondheim 26 maggio 2001, ore 14:00 | NTNUI Nidaros Domers | ? – ? | Vålerenga Trolls |  |

| Oslo 26 maggio 2001, ore 15:00 | Oslo Vikings | 38 – 39 | Eidsvoll 1814's | Jordal Idrettspark |

#### 4ª giornata
| Eidsvoll 2 giugno 2001, ore 13:00 | Eidsvoll 1814's | 16 – 0 | Vålerenga Trolls | Bøn |

| Oslo 2 giugno 2001, ore 15:00 | Oslo Vikings | 52 – 0 | NTNUI Nidaros Domers | Jordal Idrettspark |

#### 5ª giornata
| Eidsvoll 9 giugno 2001, ore 13:00 | Eidsvoll 1814's | 33 – 9 | NTNUI Nidaros Domers | Bøn |

| Oslo 9 giugno 2001, ore 15:00 | Vålerenga Trolls | ? – ? | Oslo Vikings | Jordal Idrettspark |

#### 6ª giornata
| Eidsvoll 23 giugno 2001, ore 12:0 | Eidsvoll 1814's | 14 – 28 | Oslo Vikings | Bøn |

| Oslo 23 giugno 2001, ore 15:00 | Vålerenga Trolls | 21 – 6 | NTNUI Nidaros Domers | Jordal Idrettspark |

### Classifica
La classifica della regular season è la seguente:
- PCT = percentuale di vittorie, G = partite giocate, V = partite vinte,  P = partite perse, PF = punti fatti, PS = punti subiti

| Pos. | Squadra              | PCT  | G | V | N | P | PF    | PS    |
| ---- | -------------------- | ---- | - | - | - | - | ----- | ----- |
| 1    | Eidsvoll 1814's      | .833 | 6 | 5 | 0 | 1 | 102+? | 75+?  |
| 2    | Oslo Vikings         | .833 | 6 | 5 | 0 | 1 | 118+? | 53+?  |
| 3    | Vålerenga Trolls     | .333 | 6 | 2 | 0 | 4 | 21+?  | 22+?  |
| 4    | NTNUI Nidaros Domers | .000 | 6 | 0 | 0 | 6 | 15+?  | 106+? |

## Playoff

### Tabellone
|  | Semifinali | Semifinali       | Semifinali |              |                 | XVI NM-Finale | XVI NM-Finale | XVI NM-Finale |  |
|  |            |                  |            |              |                 |               |               |               |  |
|  | 1          | Eidsvoll 1814's  | 61         |              |                 |               |               |               |  |
|  | 1          | Eidsvoll 1814's  | 61         |              |                 |               |               |               |  |
|  |            | Sandnes Oilers   | 6          |              |                 |               |               |               |  |
|  |            | Sandnes Oilers   | 6          | 1            | Eidsvoll 1814's | 24            |               |               |  |
|  |            |                  |            | 1            | Eidsvoll 1814's | 24            |               |               |  |
|  |            |                  | 2          | Oslo Vikings | 7               |               |               |               |  |
|  | 2          | Oslo Vikings     | 2          | Oslo Vikings | 7               | 42            |               |               |  |
|  | 2          | Oslo Vikings     |            |              |                 |               |               |               |  |
|  | 3          | Vålerenga Trolls | 13         |              |                 |               |               |               |  |

### Semifinali
| Oslo 7 luglio 2001, ore 12:00 | Oslo Vikings | 42 – 13 | Vålerenga Trolls | Jordal Idrettspark |

| Eidsvoll 8 luglio 2001, ore 12:00 | Eidsvoll 1814's | 61 – 6 | Sandnes Oilers | Bøn |

### XVI NM Finale
| Oslo 14 luglio 2001 | Oslo Vikings | 7 – 24 | Eidsvoll 1814's | Jordal Idrettspark |

## Verdetti
- Eidsvoll 1814's Campioni della Norvegia 2001